# Jack Vincent
Jack Vincent (n. 6 de marzo de 1904 - 3 de julio de 1999) fue un ornitólogo inglés.

## Biografía
Vincent nació en Londres. A los 21, se mudó a Sudáfrica, donde trabajó en dos granjas en el distrito Richmond de la provincia de Natal. En la década de 1920 regresó a Inglaterra, donde se convirtió en un recolector de aves para el Museo Británico de su ciudad natal. Desde fines de dicha década a 1930 acompañó al almirante Hubert Lynes en numerosas expediciones ornitológicas en el este, centro y sur del continente africano. Realizó un viaje al Monte Mamuli en Mozambique en 1932, donde descubrió algunos taxones de aves nuevos para la ciencia, incluyendo a Namuli apalis (Apalis lynesi) y Modulatrix orostruthus. En 1934 se casó con la escocesa Mary Russell en Ciudad del Cabo. En 1937 Vincent compró una granja en el distrito de Mooi River en Natal.
Durante la Segunda Guerra Mundial fue coronel del regimiento de Natal Carbineers en el noreste de África. Tras esto, recibió una condecoración como Miembro de la Orden del Imperio Británico por sus servicios. En 1942 se trasladó a una posta del ejército británico en Haifa, Mandato Británico de Palestina.
En 1949 Jack Vincent pasó a ser miembro de la American Ornithologists' Union y el primer director del Natal Parks, Game and Fish Preservation Board, llamada simplemente Natal Parks Board, una comisión quejugaba un rol importante en la conservación del rinoceronte blanco en KwaZulu-Natal en la década de 1950. Desde la década de 1940 a principios de 1950 fue editor de the Ostrich, el periódico de la BirdLife South Africa.
Desde 1963 a 1967 tomó parte en proyectos de conservación como el International Council for Bird Preservation (actualmente, BirdLife International). Por este trabajo, recibió la medalla de oro de World Wildlife Fund. En 1967 volvió a formar parte de Natal Parks Board, antes de retirarse en 1974. Tras la muerte de su esposa en 1989, Jack Vincent se mudó a Pietermaritzburg. En 1993 obtuvo el título de doctor honoris causa en la Universidad de KawaZulu-Natal. Murió en 1999 a la edad de 95 años en Pietermaritzburg.

## Selección de obras
- Check List of the Birds of South Africa, 1952
- The Red Book: Wildlife in Danger, 1969
- Web of Experience: An Autobiography, 1989